# هوشمند الماسی
هوشمند الماسی (زادهٔ ۳۰ مارسِ ۱۹۲۸ - درگذشتهٔ دسامبرِ ۲۰۱۶) شمشیرباز اهل ایران بود. او در بازی‌های المپیک تابستانی ۱۹۶۴ در رشته‌های اپه، فلوره و سابر شرکت نمود.
الماسی کنفدراسیون شمشیربازی آسیا را پایه‌گذاری کرد. وی طرح تشکیل این کنفدراسیون را در کنگره‌ای که در المپیک مونیخ برگزار شد ارائه کرد و سه دورهٔ پیاپی ریاست کنفدراسیون را برعهده داشت و دفتر امور اداری قارّهٔ آسیا در این رشته ورزشی را در تهران دایر کرد.

## زندگی
وی مدارج مربیگری شمشیربازی را در ایتالیا طی کرد و سال‌ها به عنوان مربی تیم ملی فعالیت داشت.
سال ۱۳۴۷ سالن ویژه‌ای برای شمشیربازی در قسمت شمالی ورزشگاه امجدیه بنا کرد و دو مربی سرشناس از شوروی به نام‌های پیچکوف و تولاکف را به ایران آورد. الماسی در سال ۱۳۴۷ سالن ویژه‌ای برای شمشیربازی در قسمت شمالی ورزشگاه امجدیه بنا کرد و دو مربی سرشناس از شوروی به نام‌های پیچکوف و تولاکف را به ایران آورد؛ که حاصل آن، جام قهرمانی تیم ملی مردان و زنان ایران در بازی‌های آسیایی تهران بود. الماسی از سال ۱۳۴۵ ریاست فدراسیون شمشیربازی ایران را به عهده گرفت و تا پیروزی انقلاب اسلامی (۱۳۵۷) این مسئولیت را به عهده داشت. در دوران مدیریتش ایران موفق به کسب عنوان قهرمانی آسیا شد.
در المپیک ۱۹۶۴ توکیو وی و بیژن زرنگار در اسلحه‌های سابر و اپه شرکت کردند. این نخستین حضور ایران در شمشیربازی المپیک بود.

## زندگی خصوصی
فرزندان او فرانک و ژیلا الماسی نیز ستارگان تیم ملی شمشیربازی دختران ایران بودند.

## درگذشت
هوشمند الماسی در ۲۶ آذر ۱۳۹۵ (دسامبر ۲۰۱۶) در ژنو درگذشت.